# سرنواری بورنئو
سرنواری بورنئو (نام علمی: Melogale everetti) نام یک گونه از سرده سرنواری است.